# Solepa
Solepa is een geslacht van rechtvleugeligen uit de familie krekels (Gryllidae). De wetenschappelijke naam van dit geslacht is voor het eerst geldig gepubliceerd in 1988 door Otte.

## Soorten
Het geslacht Solepa  is monotypisch en omvat slechts de volgende soort:
- Solepa variegata (Otte, 1988)